# LML Graptor
Die LML Graptor war ein ab Mai 2004 produziertes 150-cm³-Motorradmodell des indischen Herstellers LML (Lohia Machinery Limited). Kurze Zeit später erschien noch die unverkleidete LML Beamer. Beide 150-cm³-Modelle ergänzten die Leichtkraftradpalette LML Freedom auf dem heimischen Markt in der für Indien typischen 150-cm³-Klasse. Mit der Werksschließung im Februar 2006 wurde die Produktion der Graptor eingestellt.

## Modellbeschreibung
Die Graptor ist ein Motorrad mit Scheinwerferverkleidung und verfügt über einen luftgekühlten Einzylinder-Viertaktmotor mit einem Hubraum von 150,8 cm³. Die maximale Motorleistung wird mit 10,1 kW bzw. 13,7 PS bei einer Drehzahl von 8.000 min−1 angegeben. Das maximale Drehmoment von 13 Nm wird bei einer Drehzahl von 5.500 min−1 erreicht. Die Kraftübertragung erfolgt über ein fußgeschaltetes 5-Gang-Getriebe. Das Leergewicht beträgt 136 kg, hinzu kommt ein Tankvermögen von 17 l. Gebremst wird das Fahrzeug vorne über eine gelochte Scheibenbremse und hinten über eine Trommelbremse.  Die Höchstgeschwindigkeit beträgt rund 115 km/h.